# توغو الفرنسية
توغو الفرنسية (بالفرنسية: Togo français) كانت انتدابا استعماريًا فرنسيًا من عصبة الأمم من 1916 إلى 1960 في غرب إفريقيا الفرنسية. في عام 1960 أصبحت جمهورية توغو المستقلة.

## النقل من ألمانيا إلى فرنسا وإقليم الانتداب

توغو الفرنسية باللون الأرجواني الباهت (توغو البريطانية باللون الأخضر الباهت)

هبطت القوات الفرنسية في ليتل بوبو في 6 أغسطس 1914، وواجهت مقاومة قليلة. واصل الفرنسيون إلى الداخل، واستولوا على مدينة توغو في 8 أغسطس. في 26 أغسطس 1914، غزت القوات الفرنسية والبريطانية محمية توغو الألمانية وسقطت بعد خمسة أيام من المقاومة الضعيفة. استسلمت المستعمرة «بدون شروط» مع هبوط القوات البريطانية والفرنسية في كامينا في 27 أغسطس 1914. عرض الألمان الاستسلام للبريطانيين بشروط رد عليها البريطانيون بأن الاستسلام يجب أن يكون غير مشروط، واعدين باحترام الملكية الخاصة، مع القليل من التدخل في التجارة أو المصالح والشركات الخاصة. تشير التقارير الإخبارية الدورية إلى أن الألمان استخدموا الرصاص المتفجر أثناء الحملة وقاموا بتسليح السكان الأصليين غير الخاضعين لسيطرتهم، وكلاهما انتهاك لاتفاقيات لاهاي. تم تقسيم توغو إلى مناطق إدارية فرنسية وبريطانية في عام 1916، وبعد الحرب، أصبحت توغو رسميًا مقسمة لأغراض إدارية بين فرنسا والمملكة المتحدة.
أفادت الأنباء أن القوميين الألمان في جمهورية فايمار اعترضوا على استيلاء الفرنسيين على المستعمرة عبر استجواب في عام 1920، معربين عن وجهة نظرهم بأنها انتهكت المادة 22 من معاهدة فرساي. كما صرحوا من خلال بيان صحفي أن «الحكومة الألمانية بطبيعة الحال لا تترك شيئًا دون تغيير لمنع تفسير المعاهدة الذي من شأنه أن يبرر نية فرنسا المزعومة». تم العثور على قيمة المستعمرة لفرنسا في السكك الحديدية الحالية، مما يسمح بربط جديد للسكك الحديدية في داهومي في أتاكبامي وموانئ لومي وسيغورا وليتل بوبو.
بعد الحرب العالمية الثانية، أصبح الانتداب إقليمًا تابعًا للأمم المتحدة، ولا يزال يديره المفوضون الفرنسيون.
بموجب قانون عام 1955، أصبحت توغو الفرنسية جمهورية تتمتع بالحكم الذاتي داخل الاتحاد الفرنسي، على الرغم من احتفاظها بوضع وصاية الأمم المتحدة. تتمتع الجمعية التشريعية المنتخبة بالاقتراع العام للبالغين بسلطة كبيرة على الشؤون الداخلية، مع هيئة تنفيذية منتخبة يرأسها رئيس وزراء مسؤول أمام الهيئة التشريعية. تجسدت هذه التغييرات في دستور تمت الموافقة عليه في استفتاء عام 1956. في 10 سبتمبر 1956، أصبح نيكولاس جرونتسكي رئيسًا لوزراء جمهورية توغو المتمتعة بالحكم الذاتي. ومع ذلك، بسبب المخالفات في الاستفتاء، أجريت انتخابات عامة غير خاضعة للرقابة في عام 1958 وفاز بها سيلفانوس أوليمبيو. في 27 أبريل 1960، في انتقال سلس، قطعت توغو علاقاتها الدستورية مع فرنسا، وتخلت عن وضعها كوصاية في الأمم المتحدة، وأصبحت مستقلة تمامًا بموجب دستور مؤقت مع أولمبيو كرئيس.